# Adalbert Flaccus
Adalbert Fritz Otto Flaccus (* 24. Dezember 1880 in Altenwald; † 21. August 1955 in Düsseldorf) war ein deutscher Eisenhüttenmann und Manager der deutschen Stahlindustrie.

## Leben
Adalbert Flaccus studierte an der Bergakademie Freiberg Eisenhüttenkunde. 1901 wurde er Mitglied des Corps Saxo-Borussia Freiberg. 1905 schloss er das Studium als Dipl.-Ing. ab. 1906 wurde er Stahlwerksassistent bei Hoesch in Dortmund. 1913 stieg er zum Stahlwerkschef bei der Gutehoffnungshütte in Oberhausen auf. Am Ersten Weltkrieg nahm er als Hauptmann der Reserve bei den Freiberger Jägern teil. Er wurde für Verdienste an der Westfront, er konnte mit seiner Kompanie einen feindlichen Angriff abschlagen, am 29. April 1917 mit dem Ritterkreuz des Militär-St.-Heinrichs-Ordens ausgezeichnet. Nach Kriegsende wurde er Betriebsdirektor der Gutehoffnungshütte, anschließend Technischer Direktor des Hörder Vereins und des Hüttenwerks Phönix in Duisburg-Ruhrort sowie Vorstandsmitglied und Stellvertretender Vorstandsvorsitzender der Phönix AG für Bergbau und Hüttenbetrieb. Mit Gründung der Vereinigten Stahlwerke wurde er 1926 deren Vorstand. Er war zunächst zuständig für Produktion, Selbstkostenwesen und Forschung. Später verantwortete er die Hauptgruppe Draht, Bandstahl und Profile sowie die Weiterverarbeitung in den ostwestfälischen Werken.
Flaccus war Aufsichtsratsmitglied der Vereinigten Stahlwerke van der Zypen und Wissener Eisen-Hütten AG in Köln-Deutz, der Schorch-Werke AG und der Stahlwerke Brüninghaus AG.
Er gehörte dem Vorstand des Vereins Deutscher Eisenhüttenleute und dem Vorstand der Nordwestlichen Gruppe des Vereins Deutscher Eisen- und Stahlindustrieller an. Er war stellvertretendes Vorstandsmitglied der Emschergenossenschaft.
1951 erhielt er das Band des Corps Saxo-Montania zu Freiberg und Dresden in Aachen.

## Auszeichnungen
- Eisernes Kreuz II. und I. Klasse
- Königlicher Sächsischer Albrechtsorden 2. Klasse mit Schwertern sowie weitere hohe sächsische Auszeichnungen
- Dr.-Ing. E. h. der Technischen Hochschule Berlin-Charlottenburg